# República
Repúblicas (auch república de estudantes oder solar de estudantes)  sind Organisationen in Portugal und Brasilien, die Wohnmöglichkeiten für Universitätsstudenten in Selbstverwaltung bereitstellen. Sie haben oft humoristische, satirische, und gelegentlich auch bewusst sinnlose Namen und stehen für einen besonderen Studenten-Lebensstil.

## Etymologie
República kommt vom lateinischen res publica, „öffentliche Sache“ oder „öffentliche Angelegenheit“.

## Historische Ursprünge

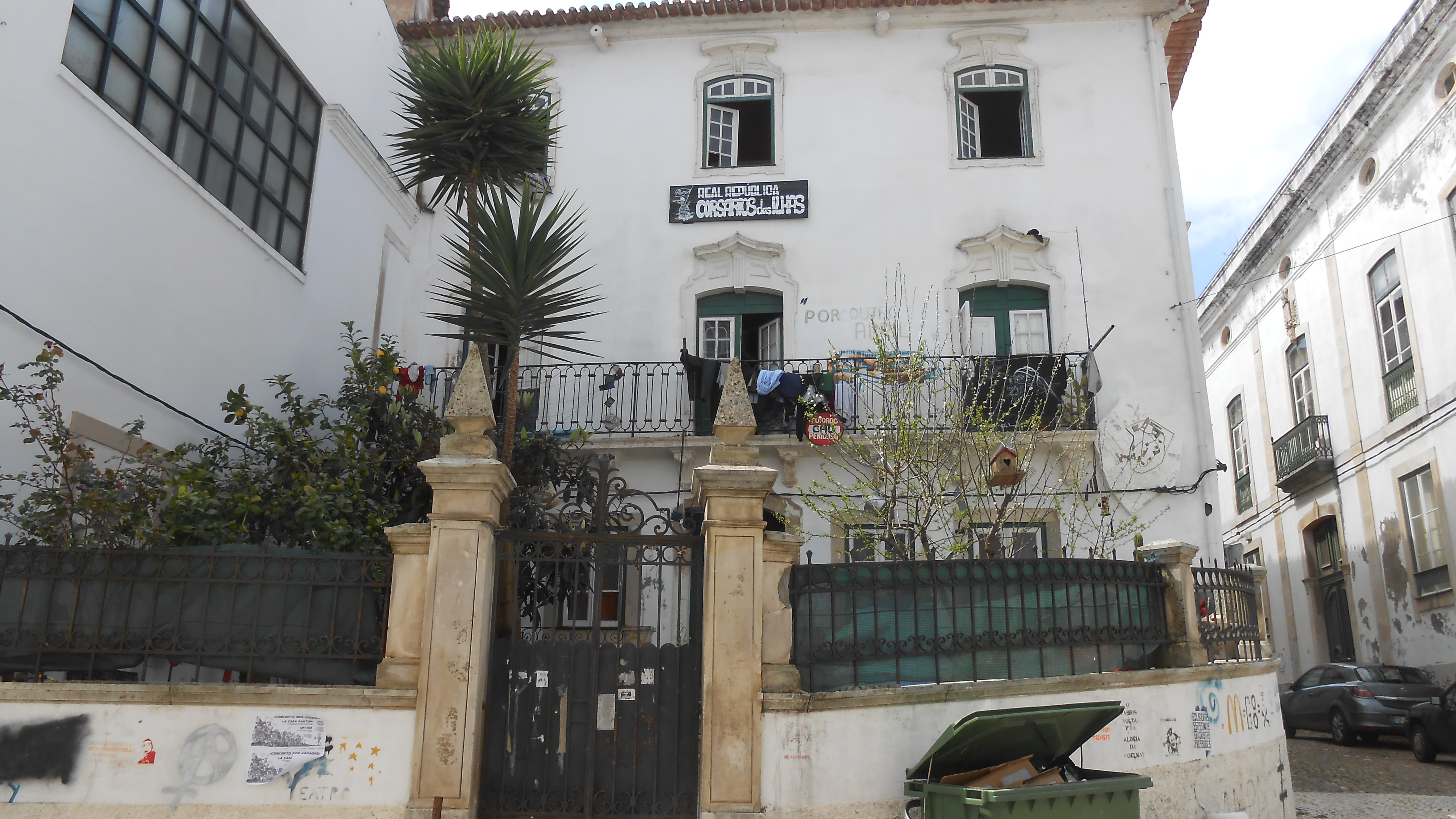
Die República Corsários das Ilhas in Coimbra

An der in 1290 gegründeten Universität Coimbra liegen die Ursprünge der sogenannten Repúblicas. Im vierzehnten Jahrhundert befahl der 6. König Portugals, Dinis I., durch königliches Dekret von 1309, den Bau von Häusern für Studenten in Coimbra.
Diese Häuser mussten – so das königliche Dekret – den Studenten der Universität zur Verfügung stehen, die Höhe der Miete musste von einer Kommission festgelegt werden, die aus Bürgern der Stadt sowie Vertretern der Studentenschaft bestand.
So entstanden aus einer Gemeinschaft, die die finanziellen Belastungen minimierte, im Laufe der Zeit die heutigen Repúblicas. In ihrem Umfeld entstand die Liedform des Fado de Coimbra, eine studentische, strenge Variante des Fados.
Noch heute zeichnen sich die „casas“ (dt.: „Häuser“) durch die Verehrung universeller Werte aus, die Vergangenheit und Gegenwart vereinen: Gemeinschaftsleben, Souveränität und Demokratie. Beschlüsse werden in der Regel einstimmig gefasst und die Leitung des „Hauses“ obliegt allen Mitgliedern.

## Ziele
Im Unterschied zu klassischen Studentenheimen haben die Repúblicas neben dem erfolgreichen Studienabschluss ihrer Bewohner und der Schaffung von studentischem Wohnraum auch andere Ziele. Darüber hinaus sollen die Studenten in der Selbstverwaltung das Leben in Gemeinschaften lernen, sie sollen nach dem Bohème-Lebensstil lernen in Versammlungen ihre Meinung zu artikulieren, an demokratischen Prozessen teilzunehmen, um Debatten und Nachdenken über komplexere Themen anzuregen.

## In Portugal

### Rechtliche Sonderstellung und aktuelle Situation

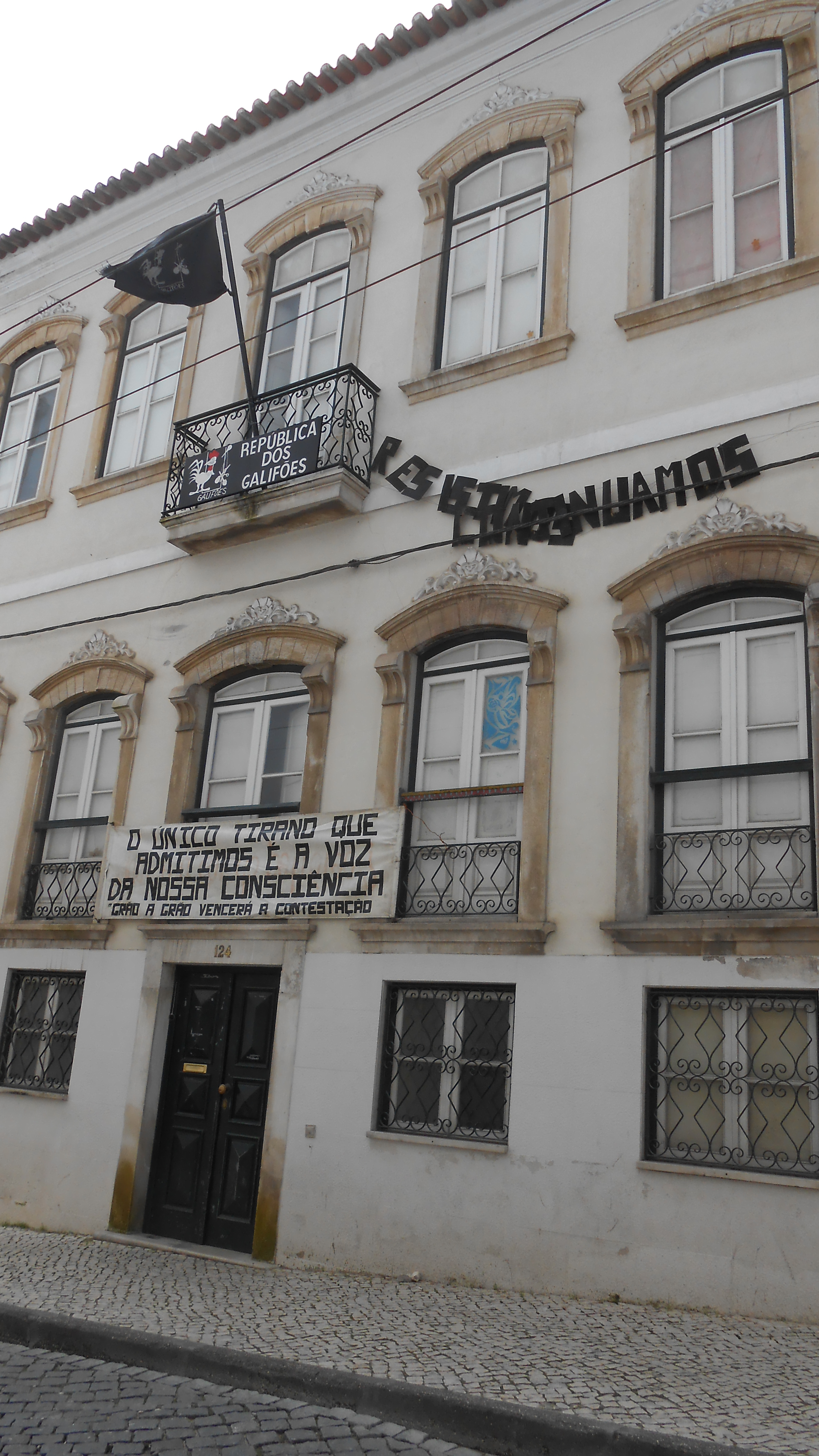
Die República dos Galifões in Coimbra

Die heutigen Repúblicas genießen im portugiesischen Gesetz eine Sonderstellung als selbstverwaltete, gemeinnützige Organisationen. Voraussetzung ist, dass sie sich nach mit entsprechender Zustimmung des Universitätsrektors konstituieren. Nach akademischer Praxis sind sie Vereine ohne juristische Rechtspersönlichkeit.

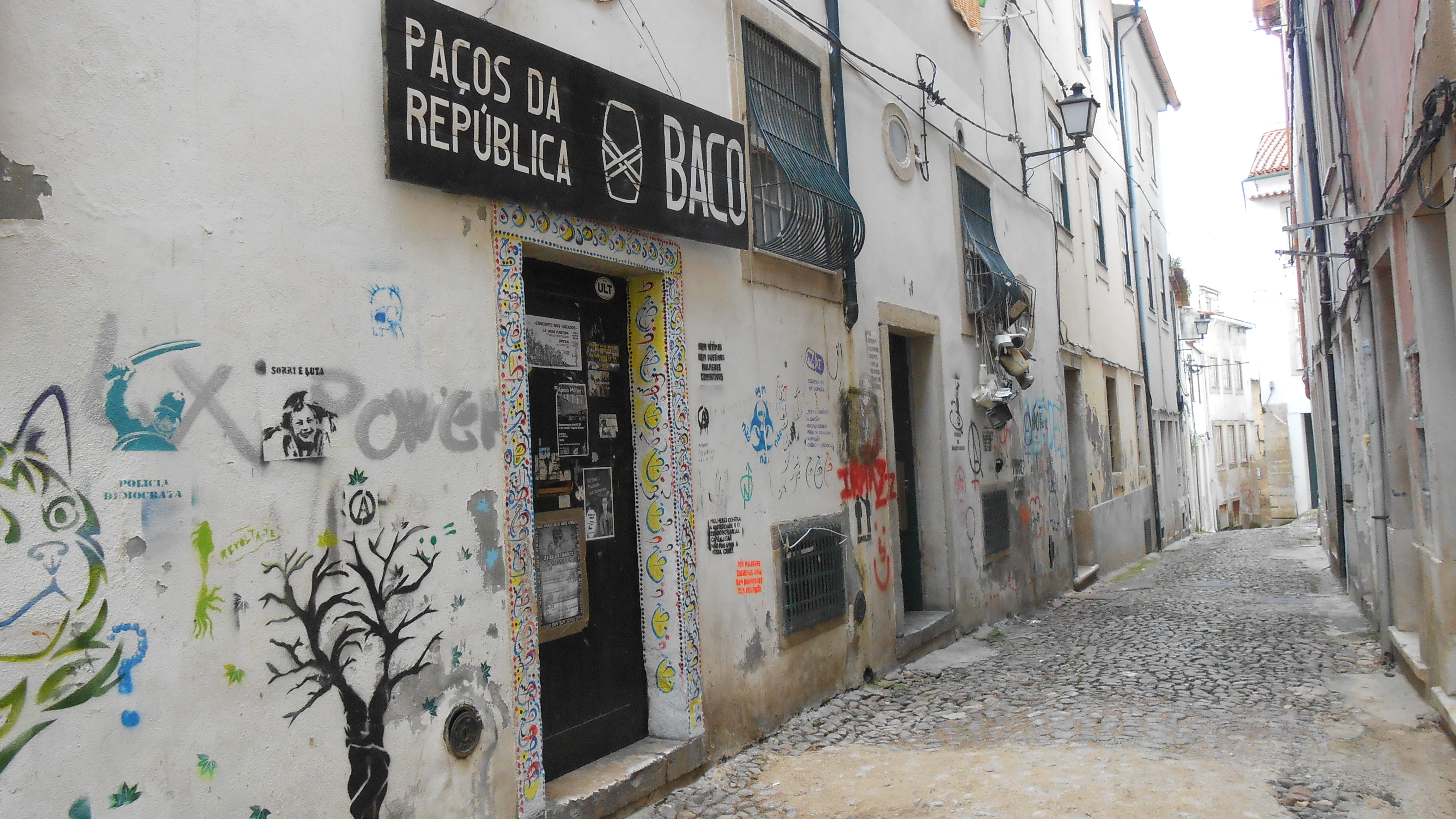
Die República Baco in Coimbra

Repúblicas sind theoretisch nicht einer bestimmten politischen Richtung zuzuordnen. In der Praxis sind sie jedoch eher links orientiert und unterscheiden sich in diesem Punkt von den meisten Studentenverbindungen aus dem deutschsprachigen Raum.
1985 wurde das Gesetz, in dem die Situation der Repúblicas festgelegt ist, erweitert, da der Real República do LYS.O.S. in Porto die Zwangsräumung durch den Eigentümer des Hauses drohte. Um in das Verfahren eingreifen zu können, musste die gesetzliche Stellung der Repúblicas verbessert werden.
Am 28. April 1989 wurde das im Studienjahr 1953/54 gegründete Lar da AEIST zur ersten República in Lissabon, der A Desordem dos Engenheiros. Anschließend wurden in Lissabon zwei weitere Repúblicas gegründet: die República do 69 und die República do Santo Condestável.
Auch innerhalb der Verwaltung der Universitäten haben die Repúblicas Sonderrechte.
In Coimbra gibt es derzeit mehr als zwei Dutzend Repúblicas, von denen die meisten im Verband „Concelho das Repúblicas“ (CR) (dt.: Rat der Repúblicas) organisiert sind. Dieser tritt auf Antrag einer der Repúblicas zusammen und trifft seine Entscheidungen einstimmig.

### Praxe
Die meisten Repúblicas wenden sich gegen die Praxis der „Praxe“, Aufnahmerituale, die von den Erstsemestern der jeweiligen portugiesischen Universität häufig entwürdigende Tätigkeiten verlangen.

### Aufnahme von neuen Bewohnern
Nachdem ein neuer Bewohner durch Abstimmung angenommen wurde, verbringt er einige Zeit damit, Erfahrungen zu sammeln. Während dieser Zeit trägt er je nach República den Titel „Plebeu“ (dt. Plebejer), „Candidato“ (dt. Kandidat) oder eine andere Bezeichnung. Später wird er einer erneuten Abstimmung als „Repúblico“, also als ständiger Bewohner, angenommen.

### Verwaltung
Die interne Verwaltung jeder República obliegt den jeweiligen Repúblicos, da diese alle zueinander gleich sind. Die Repúblicas geben, anders als bei der Praxe, den Gedanken der Hierarchie, zugunsten der Gleichberechtigung aller Bewohner, auf.

### Arten von Repúblicas
Bei Gründung einer República wird entschieden, ob diese Studierende jeglicher Art aufnimmt oder nur Studierende einer bestimmten Universität oder Fakultät. Weiter gibt es Repúblicas, die Männer, Frauen oder Vertriebene bevorzugen, dies ist jedoch keine zwingende Voraussetzung für die Aufnahme in die República.

### Traditionen
Die Schreibweise des „Plebeu“ und des „Repúblico“ für einen Bewohner ist eine der großen Traditionen, die sich im Laufe der Jahre überliefert hat, ebenso wie der Grundsatz „Um ano vale por 100“ (dt. Ein Jahr ist 100 Jahre wert), der dazu führt, dass jedes Jahr ein hundertjähriges Jubiläum mit „offenen Türen“ der República gefeiert wird. Im Laufe der Jahre gibt jede República auch eine Hymne und Symbole an die jüngeren Mitglieder weiter, und manchmal auch einen Schrei, welche die Identität des jeweiligen Hauses zeigt.
Die Studentendemokratie hat in Coimbra den Status eines historischen Kulturerbes erhalten.

## In Brasilien
Auch in Brasilien gibt es Repúblicas nach portugiesischem Vorbild. Insbesondere im Bundesstaat Minas Gerais, wie in Ouro Preto und Diamantina, und im Bundesstaat São Paulo ist das República-Wesen sehr stark ausgeprägt.
Obwohl es sich argumentieren lässt, dass Repúblicas in Brasilien auf die während der Regentschaft von Dom João VI. gegründeten Fakultäten, wie die Medizinische Fakultät im Jahr 1808, zurückgehen, begann ihre Geschichte erst während der Herrschaft von Dom Pedro II. mit der Gründung der Escola de Minas in Ouro Preto. Diese wurde 1876 durch den französischen Wissenschaftler Claude Henri Gorceix gegründet und begann sich zu einer Universitätsstadt angemessener Größe und Merkmale zu entwickeln, in der die studentischen Repúblicas aufblühen konnten und zum Zentrum des Studentenlebens wurden, welches Traditionen, Geschichte und Bräuche vereinte.

### Die Repúblicas in Ouro Preto
Rund um die Escola de Minas wurden die studentischen Repúblicas nach dem gleichen Muster wie die Repúblicas von Coimbra gegründet, wodurch das Repúblicas-System von Ouro Preto einzigartig in Brasilien ist. Keine andere Universitätsstadt des Landes weist genau die gleichen Merkmale der dortigen Repúblicas auf. Die Häuser gingen nach der Verlegung der Hauptstadt nach Belo Horizonte im Jahr 1890 in den Besitz der Schule über und wurden an die Studenten abgetreten, die in der Folge nur eine kleine Miete zahlen mussten.
Derzeit (Stand:2011) sind die Repúblicas von Ouro Preto in zwei große Gruppen unterteilt: Federais und Particulares. Die Federais gehören zur Universidade Federal de Ouro Preto (UFOP): Daher sind Studenten, die dort wohnen, von der Miete befreit. Die Repúblicas Federais von Ouro Preto bilden eine Studentenvereinigung, ähnlich einem Studentenwerk, namens REFOP, die sich aus 67 Repúblicas zusammensetzt und rund 750 Studenten dabei hilft, qualitativ hochwertigen und vor allem günstigen Wohnraum zu finden, und so beim Leben und Studieren in Ouro Preto Black hilft. Einige Repúblicas Federais haben Studentenverbände gegründet, um die Repúblicas zu formalisieren. Dagegen gibt es hunderte (ca. 250) private Repúblicas, die Repúblicas Particulares.
Jede República hat ihre eigene Historie, ihre eigenen Regeln und Bräuche: In einigen müssen die Erstsemester, die bixos genannt werden, eine Zeit durchmachen, in der sie allerlei Scherzen, Witzen und Schikane ausgesetzt sind verschiedene Aufgaben, genannt batalha (dt. Kampf), bevor sie als dauerhafte, ordentliche Mitglieder aufgenommen werden. Die endgültige Wahl der Erstsemester, Escolha (dt. Auswahl) genannt, muss unter den älteren Studenten des Hauses einstimmig getroffen werden.

### Die Repúblicas in São Carlos
Die Stadt São Carlos sowie andere Städte im Bundesstaat São Paulo sind auch für ihre ausgeprägte Kultur der Repúblicas Estudantis bekannt, wobei die dortigen alle Repúblicas Particulares sind. Auch in diesen kommen junge Universitätsstudenten zusammen, um Wohnraum, Ausgaben und Lebenserfahrungen auszutauschen. São Carlos hat zwei große Universitäten: die Universidade de São Paulo (USP) und die Universidade Federal de São Carlos (UFSCar). Die Präsenz dieser Hochschuleinrichtungen ist einer der Faktoren, die São Carlos zu einer der wichtigsten Städte für das Studium der Repúblicas Estudantis in Brasilien machen.
Auch die Repúblicas in São Carlos sind für ihre große Vielfalt an Möglichkeiten bekannt, die sie zu einem einzigartigen Erlebnis voller Herausforderungen und Möglichkeiten für die persönliche und berufliche Weiterentwicklung machen; so haben die Mitglieder Zugang zu einem breiten Spektrum an kulturellen und sozialen Aktivitäten.